# Muhàmmad ibn Abbas Xansabani
Muhammad ibn Abbas Xansabani fou un sobirà xansabànida de Ghur, probablement amb títol d'amir. Era fill d'Abbas ibn Xith, al que va succeir.
Fou posat al tron pel sultà de Gazni Ibrahim ben Masud (1059-1099) el qual va enderrocar al seu pare a petició de notables locals, en data desconeguda, però probablement aviat en el seu regnat (vers 1060/1065). En la segona meitat del segle xi l'historiador al-Djuzdjani diu que els enfrontaments no van parar en tot aquest període.
Va morir en data desconeguda, potser entorn del 1080, i el va succeir el seu fill Kutb al-Din Hasan ibn Muhammad.